# Name Binding Protocol
Name Binding Protocol (NBP) ist ein Begriff aus der Informatik.
Das Name Binding Protocol, oder kurz NBP, ist als Teil der AppleTalk-Protokoll-Suite für die Zuordnung von Geräte-Namen und Diensten zu AppleTalk-Adressen und AppleTalk-Sockets in einem lokalen Netzwerk zuständig. Da AppleTalk-Adressen nicht von zentralen Instanzen vergeben werden, sondern die AppleTalk-Geräte sich diese per AARP automatisch selbst zuteilen, besteht die Notwendigkeit, feststehende Gerätenamen auf die sich stetig wechseln könnenden Adressen umzusetzen. Dieser Aufgabenstellung nimmt sich das NBP an, indem es unter Berücksichtigung von Namenskonflikten den dynamischen Adressen fixe Namen zuweist.
Nicht nur Gerätenamen, sondern auch angebotene Dienste werden per NBP abgedeckt. Je AppleTalk-Gerät können auf einem bis 254 verschiedenen AppleTalk-Sockets Dienste bereitgestellt werden (das IP-Äquivalent zu den Sockets wären die TCP-Ports). Ist ein Drucker via AppleTalk per PAP als "Farblaser" erreichbar und bietet ein Server Dateidienste per AFP an, so werden per NBP sowohl "Farblaser:LaserWriter" als auch "Big Mac:AFPServer" im AppleTalk-Netzwerk registriert.
Das Name Binding Protokoll ist kein offen standardisiertes Protokoll aber seitens Apple auf veröffentlicht.
Das Protokoll gehört nicht zur Transportschicht, sondern ist zwischen dieser und der Anwendungsschicht angeordnet (die AppleTalk-Protokolle passen nicht exakt in das ISO-OSI-Schichten-Korsett). Historisch gesehen gehört NBP wie die anderen Protokolle der AppleTalk-Suite zu den aussterbenden Sorten. In TCP/IP-Netzwerken wird seit Verbreitung des Zeroconf-Ansatzes die NBP-Funktionalität durch das Multicast DNS Protokoll fortgeführt.

## Der AppleTalk-Protokollstapel
Die AppleTalk-Protokolle lassen sich in mehrere Schichten einteilen, die einen Protokollstapel (protocol stack) bilden.
Die Protokolle lassen sich wie folgt in das ISO-OSI-Referenzmodell einordnen:
| OSI-Schicht | AppleTalk Protokollstapel | AppleTalk Protokollstapel | AppleTalk Protokollstapel | AppleTalk Protokollstapel | AppleTalk Protokollstapel | AppleTalk Protokollstapel | AppleTalk Protokollstapel |
| 7           |                           |                           | AFP                       | PAP                       |                           |                           |                           |
| 6           |                           |                           | AFP                       | PAP                       |                           |                           |                           |
| 5           | ZIP                       | ZIP                       | ASP                       |                           |                           | ADSP                      |                           |
| 4           |                           | ATP                       | ATP                       | AEP                       | NBP                       |                           | RTMP                      |
| 3           | DDP                       | DDP                       | DDP                       | DDP                       | DDP                       | DDP                       | DDP                       |
| 2           |                           | LLAP                      | ELAP                      | TLAP                      | FDDI                      | ←AARP                     |                           |
| 1           |                           | LocalTalk                 | Ethernet Treiber          | Token Ring Treiber        | FDDI Treiber              |                           |                           |